# ایرا براون
ایرا براون (انگلیسی: Ira Brown؛ زادهٔ ۳ اوت ۱۹۸۲) بازیکن بسکتبال آمریکایی-آفریقایی اهل ژاپن است.
وی در مسابقات کشوری و بین‌المللی در مجموع برندهٔ ۱ مدال برنز شده‌است.